# Radio West (film)
Radio West è un film del 2003 diretto da Alessandro Valori.

## Trama
Tre soldati italiani partono volontari nella KFOR per il Kosovo, appena finita la guerra. Arrivati in un Paese dove si è combattuto un conflitto fratricida, cercheranno di affrontare piccoli e grandi problemi. Durante una missione, rischieranno la vita per aiutare una ragazza.

## Riprese
Le riprese, durate sette settimane, sono state effettuate nel Parco nazionale del Cilento e Vallo di Diano in Campania, nella città fantasma di Roscigno vecchia.